# دارین زانیار
دارین زانیار ترانه‌سرا و خواننده پاپ اهل کشور سوئد است و دارای اصالتی کرد تبار است. این خواننده کرد فعالیت هنری خود را با شرکت در برنامهٔ آیدول سال ۲۰۰۴ سوئد و کسب مقام دوم در این مسابقه آغاز کرد. پس از آن زانیار به‌طور حرفه‌ای وارد عرصهٔ خوانندگی شد به گونه‌ای که هم‌اکنون آلبوم‌هایش در زمرهٔ پرفروشترین‌های کشور سوئد محسوب می‌شود.

## زندگی
دارین زانیار در ۲ ژوئن سال ۱۹۸۷ در یک خانوادهٔ کردعراق در شهر استکهلم متولد شد. دارین زانیار محبوبیت خود را پنهان نکردن اصالت کردی خود می‌دانند. (تیشک تی وی)
در اوایل آگوست 2020، دارین به عنوان همجنسگرا در اینستاگرام ظاهر شد